# César Leonardo Torres
César Leonardo Torres (Córdoba, Argentina; 27 de octubre de 1975) es un exfutbolista y actual director técnico argentino. Jugaba como mediocampista ofensivo o enganche y su primer equipo fue Belgrano de Córdoba. Su último club antes de retirarse fue Flor de Ceibo de Oncativo.
Actualmente es ayudante de campo Motagua en la Liga honduras.

## Trayectoria
Se inició futbolísticamente en Belgrano de Córdoba, donde logró ascender a Primera División en 1998.
Es gratamente recordado por la parcialidad de Racing debido a que fue uno de los integrantes del plantel que en el 2001 consiguió un campeonato nacional después de 35 años. En ese campeonato anotó 2 goles: uno ante Talleres de Córdoba (encuentro que terminó 2 - 0 a favor de la Academia) y otro ante Nueva Chicago (en el partido que finalizó 4-4).
Su retiro como profesional fue en Flor de Ceibo de la localidad de Oncativo en el año 2011. A los pocos meses comenzó a trabajar en las divisiones inferiores de Belgrano de Córdoba. También dirigió a Flor de Ceibo de Oncativo en la Liga Independiente de Fútbol.

## Clubes

### Como jugador
| Club                      | País          | Año       |
| ------------------------- | ------------- | --------- |
| Belgrano                  | Argentina     | 1994-2000 |
| Jeonbuk Hyundai Motors    | Corea del Sur | 2001      |
| Racing Club               | Argentina     | 2001-2002 |
| Unión de Santa Fe         | Argentina     | 2002-2003 |
| Godoy Cruz                | Argentina     | 2003-2004 |
| Belgrano                  | Argentina     | 2004-2005 |
| San Martín de San Juan    | Argentina     | 2005      |
| Universidad Católica      | Ecuador       | 2006      |
| Racing de Córdoba         | Argentina     | 2006-2007 |
| Estudiantes de Río Cuarto | Argentina     | 2007      |
| Deportivo Maipú           | Argentina     | 2008-2010 |
| Flor de Ceibo             | Argentina     | 2010-2011 |

### Como entrenador
| Club                             | País      | Año       |
| -------------------------------- | --------- | --------- |
| Belgrano de Córdoba (inferiores) | Argentina | 2011-2021 |
| Belgrano de Córdoba (Reserva)    | Argentina | 2021-2022 |
| Flor de Ceibo de Oncativo        | Argentina | 2015-2017 |
| Flor de Ceibo de Oncativo        | Argentina | 2019      |
| Motagua (AT)                     | Honduras  | 2022-2023 |
| Victoria (AT)                    | Honduras  | 2023-Act. |

## Palmarés

### Campeonatos nacionales
| Título           | Club   | País      | Año    |
| ---------------- | ------ | --------- | ------ |
| Primera División | Racing | Argentina | A-2001 |

### Otros logros
| Título                     | Club     | País      | Año  |
| -------------------------- | -------- | --------- | ---- |
| Ascenso a Primera División | Belgrano | Argentina | 1998 |